# It's Mr. Pants
『It's Mr. Pants』（イッツ・ミスター・パンツ）とは、レア社（現・Xbox Game Studios）が開発、THQが発売したパズルゲーム。

## 概要
発売は2004年。2001年発表当時は『ドンキーコングココナッツクラッカーズ』というゲームだったが、レア社がマイクロソフトに売却される直前に『ドンキーコングレーシング』と共に開発中止になりました。任天堂のドンキーコングの要素を削除し、レア社のマスコットキャラである「Mr. Pants」を主役にしてこのゲームが開発された。日本語版は未発売。

## ゲームモード
- PUZZLE (3モード共イージーモード、ミディアムモードの選択ができる)
- Wipeout
- Marathon